# Тода, Хироси
Хироси Тода (яп. 戸田 博司, англ. Hiroshi Toda), род. 1959 году, Нагоя, префектура Айти японский конькобежец, специализирующийся в шорт-треке. Первый чемпион мира по шорт-треку из Японии. Трёхкратный чемпион мира, в том числе чемпион мира в абсолютном зачёте 1979 года и бронзовый призёр в абсолютном зачёте 1977 года.

## Спортивная карьера
Хироси Тода на своём первом чемпионате мира в Гренобле был третьим на дистанции 500 метров, уступив только канадцу Гаэтану Буше и американцу Крейгу Кресслеру, а вот на дистанции 1500 метров Тода выиграл, а американец и канадец остались соответственно вторым и третьим, этого хватило ему, чтобы в общем зачёте занять третье место. Вместе с партнёрами по команде он занял третье место в эстафете. 
В 1978 году на мировом первенстве в Солихалле Тода был 4-м на 500 и на 1500 метров, но набрал необходимое количество очков и попал в финал на 3000 метров, где выиграл и в итоге остался на 4-м месте в общем зачёте. Но на следующий год в Квебеке он вначале остался вторым на 1000 метров, проиграл своему главному сопернику в борьбе за первое место канадцу Луи Барилю, а потом выиграл 1500 метров, опередил американца Ника Томеца и канадца Бариля, в финале на дистанции 3000 метров Тода вновь оказался сильнее, выиграл первое место и стал абсолютным чемпионом мира. 
В 1981 году Тода оказался только 9-м в общем зачёте. С 1980 года по 1983 год Тода три раза в эстафете выигрывал бронзу чемпионатов мира. После завершения карьеры он занялся тренерской деятельностью и воспитал будущих мировых звёзд Эйко Сисию и Тацуёси Исихару.